# Velika loža Ukrajine
Velika loža Ukrajine (ukr. Велика ложа України) je regularna slobodnozidarska velika loža u Ukrajini. Osnovana je 2005. godine uz pomoć Nacionalne velike lože Francuske i Velike lože Austrije.

## Povijest
Nakon ponovnog stjecanja neovisnosti 1991. godine, koje je uslijedilo raspadom komunističkog Sovjetskog Saveza, slobodno zidarstvo u Ukrajini postupno se obnavlja. Prve četiri lože u Ukrajini osnovane su pod pokroviteljstvom Nacionalne velike lože Francuske. Prvo je 1993. godine osnovana Loža "Tri kolone" br. 785 u Kijevu. Nakon nje i Loža "Feniks Ukrajine" br. 1016 u Harkivu. Godine 1999. u Lavovu je osnovana Loža "Klesar" br. 1232. U Odesi je 2000. godine osnovana "Zlatna akacija" br. 1309. Ove tri lože su formirale kotarsku veliku ložu u strukturi Nacionalne velike lože Francuske u svibnju 2001. godine – Velika loža distrikta Ukrajina (Велика ложа Дистрикту Україна). U Lavovu je Velika loža Austrije 2000. godine osnovala Ložu "Svjetlost".
Ovih pet ukrajinskih loža su 24. rujna 2005. godine uz pomoć Nacionalne velike lože Francuske i Velike lože Austrije osnovale Veliku ložu Ukrajine. Prva loža koju je ukrajinska velika loža samostalno osnovala je Loža "Imhotep plamenoj zori" br. 6 u Ivano-Frankivsku 2006. godine. Početkom 2010-ih osnovane su tri lože, Loža "Jurij Kotermak" u Drohobyč (2010.), Loža "Besmrtnost" u Kijevu (2011.) i Loža "Langeron" u Odesi (2012.). Ujedinjena velika loža Engleske je 8. lipnja 2011. godine priznala ovu veliku ložu kao regularnu.
U veljači 2013. godine osniva se Loža "Sveti Juraj" u Tbilisiju, Gruzija. U Kijevu se osniva Loža "Hryhorij Skovoroda" 2014. godine. Velika ložu Ukrajine u glavnom gradu Grizije, Tbilisiju, osniva još tri lože; Loža "Ilija Pravedni" i Loža "Vazi", obje 2015. godine te godinu poslije i Loža "Upliscihe". Ove četiri lože u Tbilisiju su 28. svibnja 2016. godine osnovale kotarsku veliku ložu u Gruziji. Velika ložu Ukrajine je osnovala i dvije lože u Astani, glavnom gradu Kazahstana, i to Ložu "Istina" (2016.) i Ložu "Myosotis" (2017.).
Godine 2016. osniva se Loža "Hodočasnici u zemlju Istoka" u Zaporižji kao i Loža "Branislav Taraškevič" u Kijevu koja radi na bjeloruskom jeziku. Loža "Crno more" je osnovana 2017. godine u Odesi, a godinu nakon i Loža "Equilibrium" u Kijevu. U kolovozu 2018. godine četiri lože u Tbilisiju su se izdvojile i skupa s drugim ložama na području Gruzije uspostavile Ujedinjenu veliku ložu Gruzije. Godine 2019. Loža "Branislav Taraškevič" se seli u Minsk te 25. svibnja iste godine, skupa s još dvije lože, formira Veliku loža Bjelorusije.
U Harku je osnovana Loža "Harmonija i red" 2019. godine, dok je u Černivci Loža "Porta Pirethos" osnovana 2021. godine.

## Ustroj
Sjedište Velike lože Ukrajine je u Kijevu. 

### Lože
U 2024. godini pod zaštitom ove velike lože radi 14 loža, od toga četiri su u Kijevu, tri u Odesi, dvije u Lavovu te po jedna u Ivano-Frankivsku, Drohobyču, Zaporižji, Harkivu i Černivcima:
- Loža "Tri stupa" (Ложа "Три Колони") br. 1, Kijev[11] – nosi naziv po kijevskoj loži utemeljenoj 1794. godine; osnovana kao Loge Trois colonnes Non. 785 pod zaštitom Nacionalne velike lože Francuske.
- Loža "Klesar" (Ложа "Каменяр") br. 3, Lavov – osnovana kao Loge AcaTailleur de pierre Non. 1232 pod zaštitom Nacionalne velike lože Francuske.
- Loža "Zlatna akacija" (Ложа "Золота Акація") br. 4, Odesa – osnovana kao Loge Acacia doré Non. 1309 pod zaštitom Nacionalne velike lože Francuske.
- Loža "Svjetlost" (Ложа "Світло") br. 5, Lavov – osnovana pod zaštitom Velike lože Austrije.
- Loža "Imhotep plamenoj zori" (Ложа "Імхотеп до Полум'яної Зорі") br. 6, Ivano-Frankivsk – nosi naziv po egipatskom bilježniku Imhotepu.
- Loža "Jurij Kotermak" (Ложа "Юрій Котермак") br. 7, Drohobyč – nosi naziv po rusinskom filozofu i astronomu Juriju Kotermaku.
- Loža "Besmrtnost" (Ложа "Безсмертя") br. 8, Kijev – radi na engleskom jeziku.
- Loža "Langeron" (Ложа "Ланжерон") br. 9, Odesa[12] – nosi naziv po  francusko-ruskom časniku grofu Louisu Alexandru Andraultu de Langeronu.
- Loža "Hryhorij Skovoroda" (Ложа "Григорій Сковорода") br. 11, Kijev – nosi naziv po filozofu i skladatelju Hryhoriju Skovorodi.
- Loža "Hodočasnici u zemlju Istoka" (Ложа "Паломники до країни Сходу") br. 17, Zaporižja[13]
- Loža "Crno more" (Ложа "Pontus Euxinus") br. 18, Odesa – nosi naziv po Crnom moru i njegovom nazivu grčko-rimske tradicije.
- Loža "Equilibrium" br. 20, Kijev[14] – nosi naziv po latinkoj riječi za ravnotežu.
- Loža "Harmonija i red" (Ложа "Гармонія та Порядок") br. 21, Harkiv
- Loža "Porta Pirethos" (Ложа "Порта Піретос") br. 22, Černivci[15]

U okviru ove velike lože radile su i:
- Loža "Feniks Ukrajine" (Ложа "Фенікс України") br. 2, Harkiv – osnovana kao Loge Phénix d'Ukraine Non. 1016 pod zaštitom Nacionalne velike lože Francuske.
- Loža "Sveti Juraj" (Ложа "Святий Георгій") br. 10, Tbilisi –  nosila naziv po kršćanskom svecu Svetom Juraju; izdvojila se 2018. godine i formirala Ujedinjenu veliku ložu Gruzije.[6]
- Loža "Ilija Pravedni" (Ложа "Ілля Праведний") br. 12, Tbilisi – nosila naziv po gruzijskom odvjetniku i piscu Iliji Čavčavadzeu; izdvojila se 2018. godine i formirala Ujedinjenu veliku ložu Gruzije.[6]
- Loža "Vazi" (Ложа "Вазі") br. 13, Tbilisi – izdvojila se 2018. godine i formirala Ujedinjenu veliku ložu Gruzije.[6]
- Loža "Upliscihe" (Ложа "Уплісцихе") br. 14, Tbilisi – nosila naziv po drevnom gradu-pećini Upliscihe; izdvojila se 2018. godine i formirala Ujedinjenu veliku ložu Gruzije.[6]
- Loža "Branislav Taraškevič" (Ложа "Броніслав Тарашкевич") br. 15, Ivano-Frankivsk/Kijev – nosila naziv po bjeloruskom jezikoslovcu Branislavu Taraškeviču i radila je na bjeloruskom jeziku; izdvojila se 2019. godine i formirala Veliku ložu Bjelorusije.
- Loža "Istina" (Ложа "Істина") br. 16, Astana
- Loža "Myosotis" br. 19, Astana – nosila naziv po biljci Potočnica.

### Uprava
Velikom ložom Ukrajine upravlja veliki majstor (ukr. Великий Майстер) koji se bira na trogodišnje razdoblje. Dosadašnji veliki majstori su:
- Oleg Kusan (2005. – ?)
- Sergej Gančev[a] (?. – 2021.)
- Anatolij Dimčuk[b] (od 2021.)[16]

### Međunarodna suradnja
Velika loža sudjeluje u radu Svjetske konferencije regularnih masonskih velikih loža. Također, potpisala je povelje o prijateljstvu i međusobnom priznavanju s preko 200 regularnih velikih loža.

### Obredi
Velika loža Ukrajine upravlja simboličkim stupnjevima plave lože (učenik, pomoćnik i majstor) i delegira upravljanje visokim stupnjevima na dodatna tijela i redove. Obredi koji se rade u plavoj loži su:
- Drevni i prihvaćeni škotski obred (samo prva tri stupnja);
- Emulacijski obred;
- Austrijski Schröderov obred.

## Pridružena tijela i redovi
Upravljanje visokim stupnjevima ova velika loža provodi kroz pridružena tijela i redove od kojih svaki predstavlja jedan obred a na temelju potpisanih konkordata.
- Vrhovno vijeće Drevnog i prihvaćenog škotskog obreda Ukrajine – nadležno za rad Škotskog obreda.